# آنکادیکلی ایلافی
آنکادیکلی ایلافی (به لاتین: Ankadikely Ilafy) یک منطقهٔ مسکونی در ماداگاسکار است که در آنتاناناریوو-آوارادرانو واقع شده‌است. آنکادیکلی ایلافی ۳۶٫۷ کیلومتر مربع مساحت و ۹۶٬۲۴۷ نفر جمعیت دارد و ۱٬۲۷۷ متر بالاتر از سطح دریا واقع شده‌است.